# Aitern
Aitern è un comune tedesco di 549 abitanti, situato nel land del Baden-Württemberg.